# Покшивниця (Єнджейовський повіт)
Покшивниця (пол. Pokrzywnica) — село в Польщі, у гміні Водзіслав Єнджейовського повіту Свентокшиського воєводства.
Населення — 95 осіб (2011).
У 1975-1998 роках село належало до Келецького воєводства.

## Демографія
Демографічна структура на день 31 березня 2011 року:
|          | Загалом | Допрацездатний вік | Працездатний вік | Постпрацездатний вік |
| -------- | ------- | ------------------ | ---------------- | -------------------- |
| Чоловіки | 49      | 6                  | 33               | 10                   |
| Жінки    | 46      | 6                  | 26               | 14                   |
| Разом    | 95      | 12                 | 59               | 24                   |